# Traductions latines du XIIe siècle
La renaissance du XIIe siècle est intimement liée à la recherche de nouveaux savoirs par les lettrés européens, aux franges grecques et arabes de l'Occident chrétien, en particulier dans l’Espagne musulmane et en Sicile où l'on note une intense activité de traduction. Des figures importantes comme Gérard de Crémone, Jacques de Venise ou Henri Aristippe mènent ainsi dans ces régions des entreprises de traduction abondantes. Ces textes sont d'abord des écrits de l'Antiquité classique (Hippocrate, Euclide, Aristote) et plus rarement des textes chrétiens (pères de l'Église grecs), mais aussi des contributions scientifiques et philosophiques de penseurs du monde islamique, comme Avicenne, Rhazès, Al-Khwarizmi, Al-Kindi et Al-Farabi.
Cet apport intellectuel est pour beaucoup dans la grande activité des écoles du nord de l'Europe tout au long du XIIe siècle, même si les traducteurs ne participent que de façon marginale à l'assimilation de ces nouveaux contenus par la pensée chrétienne occidentale.

## Les traductions d'Italie

### Constantin l'Africain (finXIesiècle)
Au XIe siècle, avant l'explosion des traductions, Constantin l'Africain, chrétien de Carthage qui a étudié la médecine en Égypte, devenu moine au monastère du Mont-Cassin en Italie, traduit de l'arabe des livres de médecine. Parmi ses nombreuses traductions on compte l'encyclopédie médicale (Liber pantegni) d’Ali ibn Abbas al-Majusi et des œuvres de l'ancienne médecine d’Hippocrate et de Galien, telle qu'elle a été adaptée par les médecins arabes, ainsi que l’Isagoge ad Tegni Galeni d’Hunayn ibn Ishaq (Johannitius) et de son neveu Hubaysh ibn al-Hasan.
Parmi les autres œuvres médicales traduites par Constantin, on peut citer le Liber febribus (sur les fièvres), le Liber de dietis universalibus et particularibus (sur l'alimentation) et le Liber de urinis (sur les urines) d’Isaac Israeli ben Salomon, les ouvrages de psychologie islamique d’Ishaq Ibn Imran al-Maqala fi al-Malikhukiya (De melancolia) et les œuvres d’Ibn Al Jazzar (De Gradibus, Viaticum, Liber de stomacho, De elephantiasi, De coitu et De oblivione).

### Les traductions auXIIesiècleet au début duXIIIesiècle
La Sicile, qui fait partie de l'Empire byzantin jusqu'en 878, passe sous domination musulmane à partir de 878-1060 et tombe sous le contrôle des Normands entre 1060 et 1090. Par la suite, le royaume normand de Sicile conserve une bureaucratie trilingue. Ceci fait de l’île un lieu idéal pour les travaux de traduction. La Sicile entretient par ailleurs des relations régulières avec la Grèce orientale, ce qui permet l'échange d'idées et de manuscrits.
Une copie de l’Almageste de Ptolémée est rapportée en Sicile par Henri Aristippe, comme don de l'Empereur à Guillaume Ier. Aristippe a déjà traduit lui-même le Ménon et le Phédon de Platon en latin, mais c’est un étudiant anonyme de Salerne qui rejoint la Sicile pour traduire l’Almageste, ainsi que plusieurs œuvres d’Euclide, du grec au latin. Bien que les Siciliens traduisent généralement directement du grec, lorsque les textes ne sont pas disponibles en grec, ils les traduisent de l'arabe. L’amiral Eugène de Sicile traduit l’Optique de Ptolémée en latin en s'appuyant sur sa connaissance des trois langues. Les traductions dues à Accursius de Pistoja comprennent les travaux de Galien et d’Hunayn ibn Ishaq. Gérard de Sabbioneta traduit le Canon de la médecine d’Avicenne et l’Almansor d’al-Razi. Fibonacci quant à lui rédige le premier ouvrage européen traitant de l'écriture décimale positionnelle, c’est-à-dire du système de numération indo-arabe dans son Liber Abaci (1202). Les Aphorismi de Masawaiyh (Mesue) sont traduits en Italie par un anonyme à la fin du XIe ou au début du XIIe siècle.
Au XIIIe siècle à Padoue, Bonacosa traduit le traité de médecine d’Averroès, Kitab al-Kulliyyat, sous le titre de Colliget, et Jean de Capoue traduit le Kitab al-Taysir d’Ibn Zuhr (Avenzoar) sous le titre de Theisir. En Sicile, Faraj Ben Salem traduit le al-Hawi de Rhazès sous le titre de Continens ainsi que le Tacuinum Sanitatis d’Ibn Butlan. Toujours en Italie au XIIIe siècle, Simon de Gênes et Abraham Tortuensis traduisent le Al-Tasrif d’Abulcasis sous le titre de Liber servitoris, ainsi que le Congregatio sive liber de oculis d’Alcoati, et le Liber de simplicibus medicinis que l'on doit à Serapion le jeune.

## Les traductions de la frontière espagnole
Dès la fin du Xe siècle, des savants européens se rendent en Espagne pour étudier. Gerbert d'Aurillac notamment vient dans la marche d'Espagne, auprès du comte de Barcelone Borrell II, peut-être pour étudier les mathématiques. Toutefois, les traductions ne débutent pas avant le siècle suivant. Les premiers traducteurs d’Espagne se montrent particulièrement intéressés par les ouvrages scientifiques, notamment les mathématiques et l’astronomie, et de façon secondaire par le Coran et les autres textes islamiques. Les bibliothèques espagnoles comprennent de nombreux ouvrages universitaires écrits en arabe, aussi les traducteurs, souvent assistés par un collaborateur parlant la langue arabe, travaillent-ils presque exclusivement à partir de l'arabe, plutôt que depuis des textes grecs. L'Espagne, plus que l'Italie, est la principale zone de contact entre les traducteurs occidentaux et la culture arabo-musulmane,.
L'une des principales entreprises de traduction est parrainée par Pierre le Vénérable, abbé de Cluny. En 1142 il demande à Robert de Chester, Herman de Carinthie, Pierre de Poitiers et un musulman connu seulement sous le nom de « Mohammed » d’entreprendre la première traduction en latin du Coran (la Lex Mahumet pseudoprophete).
Les traductions sont réalisées en Espagne et en Provence. Platon de Tivoli travaille en Catalogne, Herman de Carinthie dans le nord de l'Espagne et de l’autre côté des Pyrénées au Languedoc, Hugues de Santalla en Aragon, Robert de Chesteren Navarre et Robert de Chester à Ségovie. Tolède est souvent considéré comme le principal centre de traduction, même si cette analyse est sujette à diverses réévaluations.
Les traductions en latin de Platon de Tivoli comprennent le traité d’astronomie et de trigonométrie de Muhammad ibn Jābir al-Harrānī al-Battānī intitulé De motu stellarum, le Liber embadorum d’Abraham bar Hiyya Hanassi, les Spherica de Théodose de Tripoli, et le De la mesure du cercle d’Archimède. Les traductions en latin de Robert de Chester concernent le livre d’algèbre d’al-Khwarizmi, Al-jabr wa’l-muqâbalah (Abrégé du calcul par la restauration et la comparaison) et ses tables astronomiques (contenant aussi des tables trigonométriques. Les traductions d’Abraham de Tortosa comprennent le De Simplicibus d’Ibn Sarabi (Sérapion Junior) et le Al-Tasrif d’Abulcasis intitulé Liber Servitoris. En 1126 enfin, le Grand Sindhind de Muhammad al-Fazari (traduit d'œuvres en sanskrit, le Surya Siddhanta, et le Brahmasphutasiddhanta de Brahmagupta) est aussi traduit en latin.
Par ailleurs, outre ce corpus philosophique et littéraire, le lettré juif Petrus Alphonsi traduit un ensemble de trente-trois contes de la littérature arabe vers le latin. Certains d'entre eux proviennent du Panchatantra ou des Nuits, comme le conte de Sinbad le Marin

### L'«école de Tolède»
L'archevêque Raymond de Tolède (1125-1152) est lui-même un traducteur et, en hommage, Jean de Séville lui dédie une traduction. À partir de cette preuve fragmentaire, les historiens du XIXe siècle ont suggéré que Raymond avait créé une école officielle de traduction, mais aucun élément concret confirmant la fondation d’une telle école n’a été mis au jour, et son existence est maintenant mise en doute. La plupart des traducteurs ont en effet travaillé à l'extérieur de Tolède, et ceux qui ont travaillé à Tolède ont en réalité œuvré auprès de l'archevêque sans organisation particulière et d'ailleurs plutôt au temps de l'archevêque Jean (1152-1166) que de Raymond,.
Tolède est cependant un centre de culture multilingue, comportant un grand nombre de chrétiens de langue arabe (mozarabes) et ayant une importance primordiale comme centre de formation. Cette tradition d'érudition, ainsi que les livres qui l’ont incarnée, ont survécu à la conquête de la ville par le roi Alphonse VI en 1085. Un autre facteur est que les premiers évêques de Tolède ainsi que le clergé viennent de France, où l'arabe est peu connu. En conséquence, la cathédrale devient un centre de traductions réalisées à une échelle dont l'importance « n'a pas d’équivalent dans l'histoire de la culture occidentale. »

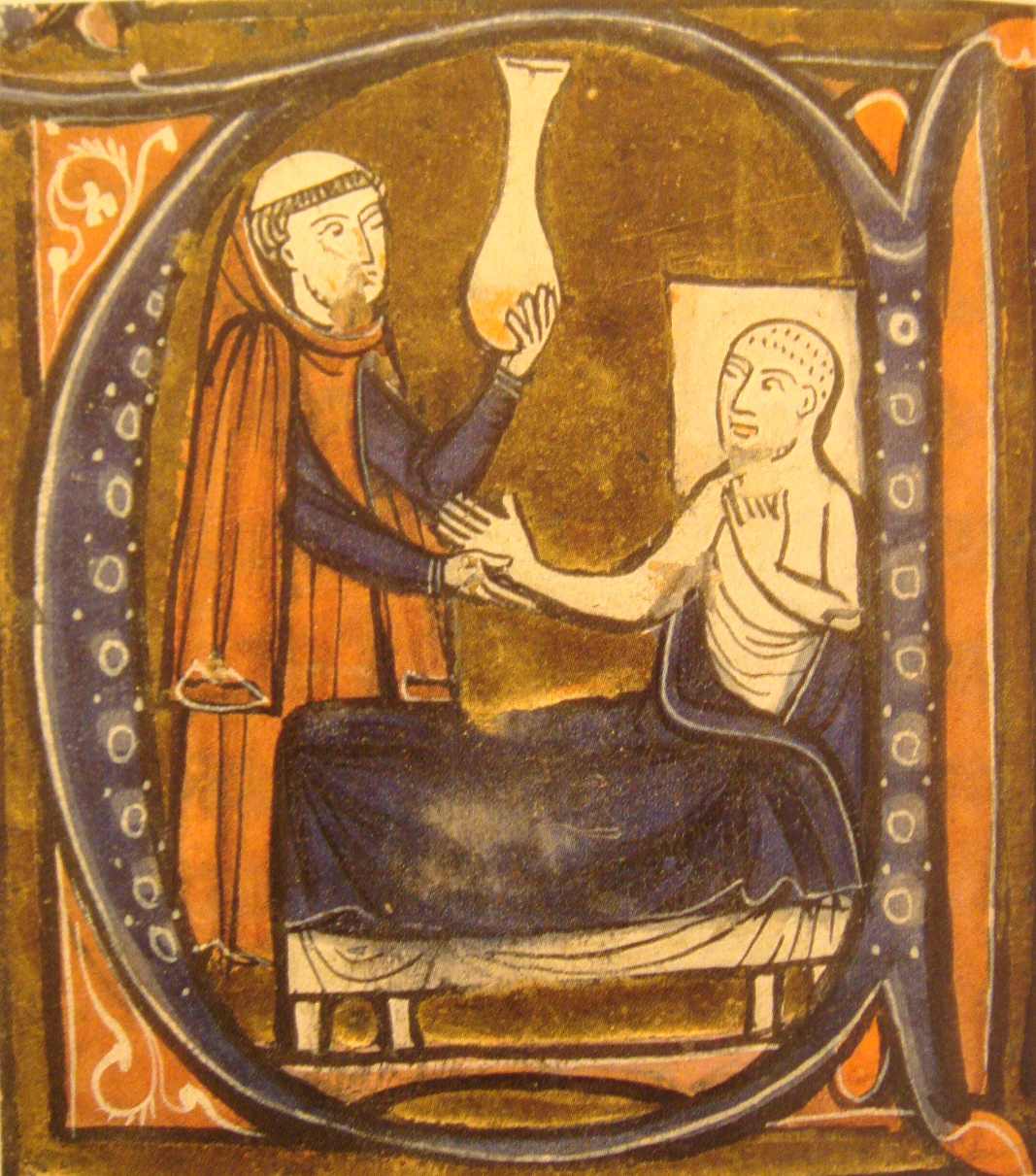
Rhazès, représenté dans une copie de la traduction de Gérard de Crémone (vers 1250-1260).

Parmi les premiers traducteurs de Tolède, on a répertorié un certain Avendauth (que certains ont identifié comme étant Abraham ibn Dawd Halevi), traducteur de l'encyclopédie d’Avicenne, le Kitāb al-Shifa (Le Livre de la guérison), en coopération avec Dominique Gundissalvi, archidiacre de Cuellar. Les traductions en latin d'Alphonse de Tolède comprennent le De separatione primi principii d’Averroès. Les traductions de Jean de Séville comprennent les ouvrages d’Al-Battani, Thābit ibn Qurra, Maslamah Ibn Ahmad al-Majriti, Al-Farabi, Jafar ibn Muhammad Abu Ma'shar al-Balkhi, Al-Ghazali, Al-Farghani et le De differentia spiritus et anime de Qusta ibn Luqa.
Le médecin d'Alphonse X, Abraham Alfaquín, fut également le traducteur en castillan de plusieurs œuvres, dont le Traité de la azafea d'Al-Zarqali ou le Kitab al-Miraj (en) qui sera traduit en latin par Bonaventure de Sienne,.
Le traducteur le plus productif de Tolède demeure Gérard de Crémone (v. 1114 - v. 1187), qui traduisit quatre-vingt-sept ouvrages parmi lesquels on compte l’Almageste de Ptolémée, de nombreuses œuvres d’Aristote (notamment les Seconds Analytiques, la Physique, le Traité du ciel, le De la Génération et de la Corruption et les Météorologiques), le Livre de l'addition et de la soustraction d'après le calcul indien d’al-Khawarizmi, le De la mesure du cercle d’Archimède, les Éléments de géométrie d’Euclide, les Elementa astronomica de Jabir Ibn Aflah, Sur l'optique d’Al-Kindi, les Éléments d'astronomie d’Al-Farghani, le De intellectu et intellecto (sur la classification des sciences et des arts) d’Al-Farabi, les œuvres de Rhazès sur l’alchimie et la médecine, les travaux de Thābit ibn Qurra et Hunayn ibn Ishaq et les œuvres d’Al-Zarqali, Jabir Ibn Aflah, Banū Mūsā, Abu Kamil, Abu Al-Qasim et Ibn al-Haytham (notamment le Traité d'optique).
Parmi les livres médicaux qu’il a traduits, on note l’Expositio ad Tegni Galeni d’Ali ibn Ridwan, le Practica, Brevarium medicine de Yuhanna ibn Sarabiyun (Sérapion), le De Gradibus d’Al-Kindi, les Liber ad Almansorem, Liber divisionum, Introductio in medicinam, De egritudinibus iuncturarum, Antidotarium et Practica puerorum de Rhazès, le De elementis et le De definitionibus d’Isaac Israeli ben Salomon, l’Al-Tasrif d’Abu Al-Qasim (Abulcasis) (traduit sous le titre de Chirurgia), ainsi que le Canon de la médecine d’Avicenne (sous le titre de Liber Canonis), et le Liber de medicamentis simplicus d’Ibn Wafid (Abenguefit).
À la fin du XIIe et au début du XIIIe siècle, Marc de Tolède traduit une nouvelle fois le Coran et divers livres de médecine, ainsi que le Liber isagogarum d’Hunayn ibn Ishaq.

### Les traductions auXIIIesiècle
Michael Scot (c. 1175-1232) traduit les œuvres de Nour Ed-Din Al Betrugi (Alpetragius) en 1217, le Kitab-al-Hay’ah (Les mouvements du ciel) de Nour Ed-Din Al Betrugi, et d’importants commentaires d'Averroès sur les travaux scientifiques d’Aristote.
Le roi Alphonse X (1252-1284) continue à promouvoir les traductions, ainsi que la production de travaux d'érudition originaux.
David le Juif (vers 1228-1245) traduit les œuvres d’al-Razi (Rhazès) en latin. Les traductions d’Arnaud de Villeneuve (1235-1313) comportent des œuvres de Galien et d’Avicenne (notamment son Maqala fi Ahkam al-adwiya al-qalbiya, sous le titre de De viribus cordis), le De medicinis simplicibus d'Abou al-Salt (Albuzali) et le De physicis ligaturis de Qusta ibn Luqa.
Au Portugal, Gilles de Santarem traduit le De secretis medicine, Aphorismi Rasis de Rhazès et le De secretis medicine de Masawaiyh. À Murcie, Rufin d’Alexandrie traduit le Liber questionum medicinalium discentium in medicina d’Hunayn ibn Ishaq (Hunen) et Dominicus Marrochinus traduit l’Epistola de cognitione infirmatum oculorum d’Ali Ibn Isa (Jesu Haly). Au XIVe siècle, à Lleida, John Jacobi traduit le Liber de la figura del uyl, un ouvrage médical d’Alcoati, en catalan, puis en latin.

## Autres traducteurs en Occident
Les traductions en latin d’Adélard de Bath (fl. 1116-1142) comprennent les travaux d’astronomie et de trigonométrie d’al-Khwarizmi (ses Tables astronomiques et son livre d’arithmétique, Liber ysagogarum Alchorismi), l’Introduction à l'astrologie d’Abou Mashar, ainsi que les Éléments d'Euclide. Adélard, associé à d'autres lettrés de l'ouest de l’Angleterre comme Petrus Alfonsi et Walcher de Malvern, traduit et met au point les concepts astronomiques ramenés d'Espagne. L’Algèbre d’Abu Kamil est également traduit en latin au cours de cette période, mais le traducteur de l'œuvre n'est pas connu.
Les traductions d’Alfred de Sareshel (c. 1200-1227) concernent les œuvres de Nicolas de Damas et Hunayn ibn Ishaq. Celles d'Antonius Frachentius Vicentinus portent sur les œuvres d’Ibn Sina (Avicenne). Armenguad traduit les œuvres d'Avicenne, Averroès, Hunayn ibn Ishaq et Maïmonide. Berengarius de Valentia traduit les œuvres d’Abu Al-Qasim (Abulcasis). Drogon (Azagont) traduit les œuvres d’al-Kindi. Farragut (Faradj ben Salam) traduit les œuvres de Hunayn ibn Ishaq, Ibn Zezla (Byngezla), Masawaiyh (Mesue) et Rhazès. Andreas Alphagus Bellnensis réalise la traduction des œuvres d'Avicenne, d'Averroès, de Sérapion, d'al-Qifti et d'Albe'thar.
Au XIIIe siècle, à Montpellier, Profatius et Bernardus Honofredi traduisent le Kitab alaghdiya d’Ibn Zuhr (Avenzoar) sous le titre de De regimine sanitatis, et Armengaudus Blasius traduit le al-Urjuza fi al-Tibb, compilation des œuvres d’Avicenne et d’Averroès, sous le titre de Cantica cum commento.
Les autres textes traduits au cours de cette période sont les travaux d’alchimie de Jabir Ibn Hayyan (Geber), dont les traités sont une référence pour les livres européens d’alchimie. Il s'agit notamment du Kitab al-Kimya (intitulé Livre de la composition de l'alchimie en Europe), traduit par Robert de Chester (1144), du Kitab al-Sab'een traduit par Gérard de Crémone (avant 1187), du Livre du Royaume, du Livre de l'Équilibre et du Livre de Mercure Oriental traduits par Marcellin Berthelot. Est également traduit au cours de cette période le De Proprietatibus Elementorum, un livre scientifique sur la géologie dû à un pseudo-Aristote. Un De consolatione medicanarum simplicum, un Antidotarium et un Grabadin écrits par un pseudo-Masawaiyh sont également traduits en latin par un anonyme.

## Bilan
L'élan des traductions observé au XIIe siècle est donc dû à deux foyers principaux, l'Italie et l'Espagne. Une classe de lettrés spécialisés dans l'activité de traduction émerge à cette occasion. En Italie, les traductions siciliennes sont essentiellement dues à deux officiers de la cour, Henri Aristippe et l'« émir » Eugène ; tandis que sur le continent, on attribue à Jacques de Venise de nombreuses traductions, et on compte de nombreux traducteurs parfois notables comme Burgundio de Pise, Moïse de Bergame et Léon Tuscus (qui travaille d'abord longtemps à Byzance), et plus souvent encore anonymes. En Espagne les traducteurs sont souvent des Juifs généralement convertis comme l'Aragonais Pedro Alfonso ; des mozarabes comme Hugues de Santalla et sans doute Jean de Séville ; des chrétiens de la marche comme Dominique Gundisalvi ; des Italiens comme Platon de Tivoli, et Gérard de Crémone, dont la production prolifique fut permise par l'organisation d'un véritable atelier de traducteurs ; et d'autres lettrés venus de régions parfois lointaines, comme l'Angleterre pour Robert de Chester ou Herman de Carinthie. On peut ajouter à cela des traducteurs itinérants se rattachant moins précisément à un foyer, comme Adélard de Bath,.
Ce mouvement de traduction introduit une véritable rupture dans le monde du savoir. L'enseignement et la réflexion sont limités, dans le Haut Moyen Âge par la faible quantité d'autorités disponibles, la qualité médiocre des textes disponibles, et l'impossibilité d'entrer en possession de ces ouvrages écrits dans une langue, le grec, dont la connaissance avait totalement disparu hors de l'Empire Byzantin. Toutes les disciplines ne profitent pas de cet apport. Certaines l'ignorent parce qu'elles sont par définition latines, comme la grammaire et la rhétorique, ou encore le droit (code de Justinien) ; d'autres pour des raisons plus complexes : l'exégèse et la théologie se basent sur la Vulgate, dont le caractère fautif est connu, mais hormis quelques tentatives isolées (Étienne Harding, André de Saint-Victor) aucune correction depuis les textes bibliques grecs ou hébreux n'est entreprise. De même les traductions des Pères grecs sont assez peu nombreuses (sermons de Jean Chrysostome, De fide orthodoxa de Jean Damascène, traduits par Ugo Etherianus et son frère Léon Tuscus). Quant aux traductions du Coran et du Talmud, elles ont un but essentiellement polémique.
L'impact des traductions est en fait surtout ressenti sur la philosophie, sur les sciences du quadrivium, sur l'astrologie et sur la médecine. Ces efforts permettent en effet à l'Occident latin de combler des lacunes philosophiques et surtout scientifiques : Euclide (mathématiques), Ptolémée (astronomie), Hippocrate et Galien (médecine), et enfin Aristote (physique, logique, éthique) grâce à la redécouverte d'Aristote.
Concernant la logique notamment, jusqu'ici basée sur la Logica vetus transmise par Boèce, les lettrés saisissent rapidement l'urgence qu'il y a à entrer en possession de ces textes dont l'Occident a été longtemps privé (tandis que des domaines moins bien connus, comme la poésie, le théâtre ou l'histoire ne sont pas l'objet du même enthousiasme). La Logica nova est ainsi composée des Analytiques, des Topiques et des Réfutations d'Aristote. Il faut y ajouter l'apport arabe, essentiellement Al-Khwarizmi (algèbre), Rhazès (médecine), Avicenne (médecine et philosophie), Al-Kindi et Al-Farabi (philosophie) : ces écrits souvent aristotéliciens jouent un rôle majeur dans le développement de l'aristotélisme en Occident, ainsi que dans l'émergence de la question de l'autonomie de la raison. Cet apport prépare également l'importation d'innovations algébriques comme les chiffres arabes et le zéro (au début du XIIIe siècle sous l'impulsion de Léonard de Pise), sans compter de nombreuses notions commerciales que reflète un vocabulaire particulier (douane, bazar, fondouk, gabelle, chèque).
L'Italie et l'Espagne deviennent du fait de cette intense activité les destinations favorites des passionnés d'étude, comme Daniel de Morley. On peut aussi songer à Abélard lorsqu'il imagine s'exiler pour fuir ses rivaux et trouver la liberté dont il a besoin : « Souvent, Dieu le sait, je tombai dans un tel désespoir, que je songeais à quitter les pays chrétiens pour passer chez les infidèles, et acheter, au prix d'un tribut quelconque, le droit d'y vivre chrétiennement parmi les ennemis du Christ ».
Il faut toutefois préciser que le travail de traduction ne va pas forcément de pair avec l'assimilation de cet apport, que l'on observe principalement dans d'autres centres, notamment en France, en premier lieu Chartres et Paris. Cette synthèse est très exceptionnellement l'œuvre de traducteurs comme Adélard de Bath et plus tard Dominique Gundisalvi ; les traducteurs restent en général spécialisés et n'étudient pas véritablement cette matière première qu'ils importent.